# Геновефа фон Вид
Геновефа фон Вид (на немски: Genovefa von Wied; * ок. 1505; † 26 юни 1556 в Щолберг) е графиня на Вид и чрез женитба графиня на Щолберг-Вернигероде (1546 – 1552).
Тя е най-малката дъщеря на граф Йохан III фон Вид (ок. 1485 – 1533) и съпругата му графиня Елизабет фон Насау-Диленбург (1488 – 1559), дъщеря на граф Йохан V фон Насау-Диленбург († 1516) и Елизабет фон Хесен-Марбург († 1523).  Сестра е на Фридрих IV фон Вид, архиепископ и курфюрст на Кьолн (1562 – 1567).
Геновефа се омъжва на 28 февруари 1546 г. в Кьонигщайн в Таунус за граф Волфганг цу Щолберг-Вернигероде (* 1 октомври 1501; † 8 март 1552), най-възрастният син на граф Бото III цу Щолберг (1467 – 1538) и съпругата му графиня Анна фон Епенщайн-Кьонигщайн (1481 – 1538). Тя е втората му съпруга. Нейната сестра Валпурга Йохана (ок. 1505 – 1578) е омъжена от 1528 г. за неговия по-малък брат Лудвиг цу Щолберг (1505 – 1574).

## Деца
Геновефа фон Вид и граф Волфганг цу Щолберг имат децата:
- Волфганг Ернст (1546 – 1606), връзка с Катарина Лаупе († 1634)
- Бото IX цу Щолберг (1548 – 1577 в Кведлинбург), умира след ловно произшествие
- Йохан (1549 – 1612), женен за Енгела фон Путбус († 1598)
- Анна цу Щолберг (1550 – 1623), деканистка в манастир Кведлинбург
- Хайнрих XI (1551 – 1615), женен за графиня Адриана фон Мансфелд-Арнщайн (1559 – 1625)

Двамата основават линията Харц на фамилията Щолберг, която със смъртта на техния внук граф Волфганг Георг цу Щолберг, 1631 г. измира по мъжка линия.